# Perdix hodgsoniae
Perdix hodgsoniae е вид птица от семейство Phasianidae.

## Разпространение
Видът е разпространен в Бутан, Индия, Китай и Непал.